# 融接
融接（ゆうせつ）とは溶接の種類の一種で、母材を溶融させ接合する方法である。

## 融接に分類される溶接方法
アーク溶接アーク放電を利用した溶接方法
ガス溶接可燃性ガスの燃焼によって得られる熱を利用する溶接方法
電子ビーム溶接フィラメントから放電された電子の衝突を利用する溶接方法
レーザ溶接レーザ光線から発生する熱を利用する溶接方法